# Astragalus mironovii
Astragalus mironovii är en ärtväxtart som beskrevs av M.G. Pachomova och M.R. Rassulova. Astragalus mironovii ingår i släktet vedlar, och familjen ärtväxter. Inga underarter finns listade i Catalogue of Life.